# Циганка (село)
Циганка (рум. Țiganca) — село в Кантемірському районі Молдови. Адміністративний центр однойменної комуни, до складу якої також входять села Гьолтосу та Циганка-Ноуе.